# Alessa Gillespie
Alessa Gillespie – fikcyjna postać i jedna z głównych bohaterek pierwszej gry z serii Silent Hill, de facto pojawiającą się najrzadziej w grze. Postać ta jest jedną z najważniejszych postaci w serii, gdyż to głównie wokół niej kręci się historia kultu The Order (ang. Porządek) omawianego w niemalże każdej części serii (z wyjątkiem części drugiej i Shattered Memories), a który sam w sobie ma znaczenie dla fabuł gier.

## Historia

### Dzieciństwo
Alessa Gillespie jest córką Dahlii Gillespie, kapłanki kultu The Order w Silent Hill. Wszelkie informacje na temat jej biologicznego ojca są nieznane. Razem mieszkały w domku na przedmieściach Silent Hill, a w swoim pokoju Alessa kolekcjonowała motyle i insekty.
Alessa urodziła się ze zdolnościami parapsychicznymi, które pozwalają jej na min. na zmianę rzeczywistości, czy zabicie kogoś. Przez jej umiejętności w szkole zaczęto nazywać ją „wiedźmą” co spowodowało, że Alessa była samotna. Jedyną przyjaciółką Alessy była Claudia Wolf, która też pochodziła z rodziny należącej do kultu The Order, a którą Alessa traktowała jak swoją siostrę.

### Rytuał
Gdy Alessa miała siedem lat, Dahlia zdecydowała się wykorzystać córkę do rytuału, dzięki któremu na świat zostałby wydany Bóg czczony przez kult, Samael. Alessa została „poświęcona” na piętrze ich płonącego domu, i pomimo pomocy Travisa Grady’ego – rytuał zakończył się sukcesem, a Alessa zaszła w ciążę. Jednakże, w czasie rytuału, Alessa podzieliła swoją duszę na dwie części – z jednej części odrodziła się jako mała dziewczynka, którą Harry Mason ze swoją żoną nazwali Cheryl, druga pozostała w jej ciele. Po tym wydarzeniu, ciało Alessy – w pół spalone, lecz wciąż żywe – przez siedem lat leżało bezczynnie na łóżku szpitalnym w ukrytej piwnicy pod szpitalem Alchemilla. Rozpowszechniono informację, że Alessa zginęła w pożarze domu, a przez członków kultu została uznana za „świętą” i „"Mother of God and Daughter of God” („Matka Boga i Córka Boga”). Tylko doktor Michael Kaufmann – dyrektor szpitalu Alchemilla, Dahlia i kilkoro członków kultu wiedziało o prawdziwym stanie Alessy, później do tego grona dołączyła młoda pielęgniarka Lisa Garland, której zadaniem było opiekować się dziewczynką.

### Pokój szpitalny
Pomimo iż Bóg przebywał w łonie Alessy, dziewczynka nie była w stanie wydać go na świat. Każdego dnia Alessa cierpiała, gdyż Bóg żywił się cierpieniem w jej ciele. Dahlia postanowiła przy pomocy narkotyków utrzymywać ją przy życiu, by pomóc Samaelowi przyjść na świat. Po siedmiu latach męki, w wieku czternastu lat, została ocalona przez Harry’ego Masona, dzięki któremu mogła umrzeć.

### Narodziny Boga
Tuż przed finałowymi wydarzeniami na arenie w piwnicy Gillespiech, Alessa łączy się ze swoją częścią duszy (Cheryl) i zmienia się w Incubusa lub Incubatora. Gdy Harry pokonuje Incubusa, Alessa pojawia się w formie Incubatora. Światło wokół dziewczyny zanika i ta oddaje mu reinkarnację samej siebie jako niemowlęcia. Ta tworzy dla mężczyzny ścieżkę do ucieczki z miasta, po czym umiera na arenie.

### Dalsze wydarzenia
Od tamtego momentu, dusza Alessa żyje w swoim kolejnym wcieleniu – Heather. Bez jakichkolwiek wspomnień z poprzedniego życia, Heather żyje normalnym, bezbolesnym życiem – takim życiem jakiego Alessa zawsze chciała. Wraz z wydarzeniami w Silent Hill 3, Heather zaczyna przypominać sobie wydarzenia z jej poprzedniego życia związane z Alessą, Harrym i Dahlią.

## Role

### Silent Hill
W pierwszym Silent Hill, Alessa występuje jako najbardziej tajemnicza postać w grze, odpowiedzialna za wszystkie wydarzenia jakie spotykają miasto i głównego bohatera. Wraz z rozwojem fabuły Harry Mason odkrywa, że tak naprawdę jest ona niewinną osobą nie potrafiącą zapanować nad swoimi parapsychicznymi mocami, i jedynie dziewczyną skrzywdzoną przez własną matkę.

### Silent Hill: Film
Alessa Gillespie w filmie grana jest dwie aktorki – Jodelle Ferland i Lorry Ayers. Lorry Ayers gra dorosłą, przykutą do łóżka Alessę, a Jodelle Ferland gra młodą Alessę, jej mroczną stronę (Dark Alessa) i dobrą stronę (Sharon Da Silva). Zaś w Silent Hill: Apokalipsa Alessę gra Erin Pitt ze związku podobieństwa z Jodelle Ferland. Tak samo jak w części pierwszej gry, została ona poświęcona przez kult i cierpiała wiele lat przez liczne rany na ciele i próbę spalenia żywcem.

### Silent Hill: Origins
W prequelu serii, Alessa po raz kolejny przedstawiona jest jako najbardziej tajemnicza postać w grze, odpowiedzialna za wydarzenia spotykające miasto i głównego bohatera, Travisa Grady’ego. Zdaje się go prześladować, przypominając mu jego najgorsze wspomnienia, które wyparł z pamięci. Dopiero później protagonista odkrywa, że wszystkie jej działania miały doprowadzić do pomocy Travisowi w odkryciu jego powiązania z miastem, i pomóc jej samej w niedopuszczeniu do narodzin Boga.